# リンゴ園の少女
『リンゴ園の少女』（リンゴえんのしょうじょ）は、1952年4月3日よりラジオ東京（現TBSラジオ）で放送開始されたラジオドラマ。美空ひばりが歌う挿入歌「リンゴ追分」が大ヒットした。また、このヒットに便乗する形で松竹が同名映画を製作し、1952年11月20日に公開された。
ラジオドラマ主題歌のタイトルでもある。

## ラジオドラマ
第1回は1952年4月3日20時30分から30分番組として放送された。美空ひばりにとって初主演のラジオドラマである。
当初全19話の予定であったが、人気のために延長され番組は同年12月25日に最終回となる39話が放送された。クリスマスということもあり、番組中では美空ひばりによる「ホワイト・クリスマス」「ひとりぼっちのクリスマス（米山正夫作詞作曲）」「ジングルベル」の歌唱も放送されている。
番組の録音は残っていない。
最初から美空ひばりありきの企画として、ラジオ東京から電通を通して新芸術プロダクションに持ち込まれた。新芸術プロダクションでは福島通人の親戚であった若者の旗一平にストーリー作成を依頼。旗は美空を青森のリンゴ園に配置することを思いつく。
両親のいない歌の好きな少女（美空）を主人公とし、祖父とともにリンゴ園で働いている。亡き母を慕って墓前で歌う少女のため東京から作曲家が呼ばれてくるが、その作曲家が少女の父親であったというストーリーとなっている。
同年同時期にNHKラジオでは『君の名は』が放送され大ヒットとなるが本作も同様にヒットし、民放第一号のラジオドラマとして成功を収めている。

### キャスト

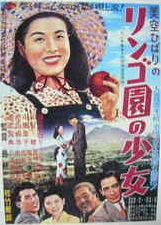

- 美空ひばり
- 望月優子
- 山形勲
- 三島雅夫

## シングル
1952年5月には、日本コロムビアから上記のラジオドラマの主題歌「リンゴ園の少女」が発売され、70万枚を売り上げた。なお、挿入歌「リンゴ追分」がB面であり、こちらのほうがヒットしている。
- 「リンゴ園の少女」  作詞：藤浦洸、作曲：米山正夫、歌：美空ひばり
- 「リンゴ追分」 作詞：小沢不二夫、作曲：米山正夫、歌：美空ひばり

## 映画
『リンゴ園の少女』（リンゴえんのしょうじょ）は、1952年11月20日公開の日本映画。同名のラジオドラマを原作としている。 

### スタッフ
- 監督 - 島耕二
- 製作 - 福島通人、杉原貞雄
- 企画 - 旗一平
- 原作 - 阿木翁助、小沢不二夫、龍野敏
- 脚本 - 長谷川公之、小沢不二夫
- 撮影 - 厚田雄春
- 美術 - 下河原友雄
- 録音 - 根岸寿夫
- 照明 - 高下逸男
- 編集 - 後藤敏男
- 音楽 - 米山正夫
- 配給 - 松竹

### キャスト
- 美空ひばり - マルミ
- 高堂国典 - 公平 マルミの祖父
- 山村聡 - 野村哲郎 有名な作曲家
- 小園蓉子 - 大倉純子 中学校の音楽教師
- 見明凡太朗 - 源吉 純子の父
- 片山明彦 - 坂野順三
- 三井弘次 - 熊谷彦作
- 坂本武 - 留さん
- 山形勲 - 友景先生
- 中村是好 - 木塚

## 漫画
夢田ユメヲによる漫画版が東京漫画出版社から貸本漫画として製作されている。
- 1952年 『リンゴ園の少女』
- 1953年 『続 リンゴ園の少女』